# Ufhausen
Ufhausen ist ein Ortsteil der Marktgemeinde Eiterfeld im osthessischen Landkreis Fulda.

## Geographische Lage
Der Ortsteil Ufhausen ist etwa viereinhalb Kilometer vom Hauptort Eiterfeld entfernt und liegt östlich davon mit den beiden Teilorten Oberufhausen und Unterufhausen im Talsystem der oberen Taft in der Rhön. Oberufhausen liegt etwa einen Kilometer westlich von Unterufhausen.

## Geschichte

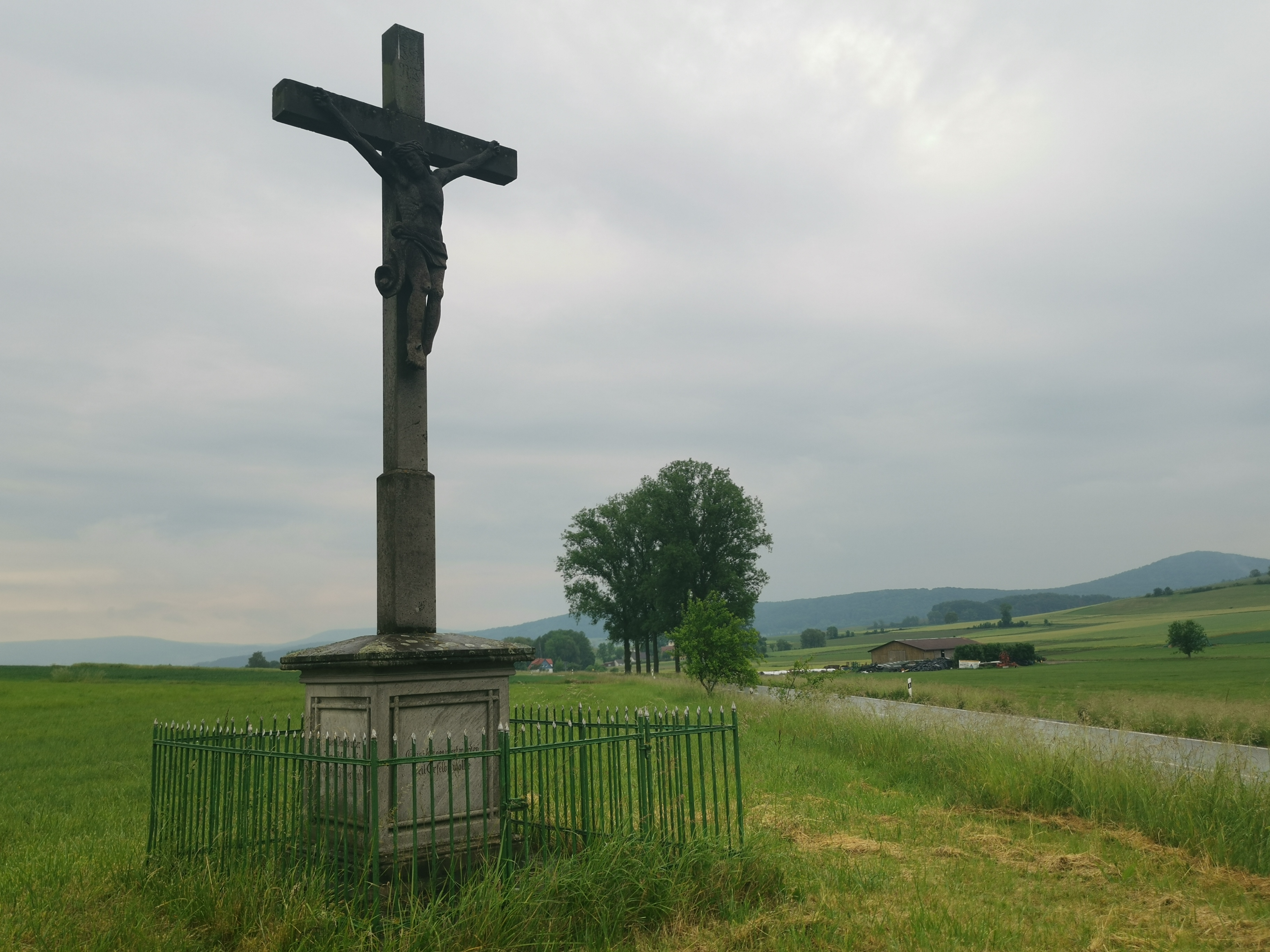
Wegkreuz bei Ufhausen

Ufhausen entstand am 1. April 1958 durch Zusammenschluss der größeren Gemeinde Oberufhausen mit dem kleineren Unterufhausen.
Die erste bekannte schriftliche Nennung von Unterufhausen stammt aus dem Jahr 1336 und die von Oberufhausen aus dem Jahr 1196.

### Gebietsreform
Zum regionalen Abschluss der Gebietsreform in Hessen verloren letzte kleine selbständige Gemeinden wie Ufhausen kraft Landesgesetzes ihre Eigenständigkeit. So wurden mit Wirkung vom 1. August 1972 die Gemeinden Buchenau, Leimbach, Mengers, Ufhausen und Wölf in die Gemeinde Eiterfeld im Landkreis Hünfeld eingegliedert, der zugleich mit dem Landkreis Fulda zu einem Landkreis mit dem Namen Landkreis Fulda zusammengeschlossen wurde. In ihm wurde die vorher kreisfreie Stadt Fulda zur Kreisstadt.

### Bevölkerung
Einwohnerentwicklung
 Quelle: Historisches Ortslexikon
Für Unterufhausen:
- 1812: 19 Feuerstellen, 195 Seelen
- 1895: 149 Einwohner

Für Oberufhausen:
- 1812: 75 Feuerstellen, 730 Seelen
- 1885: 644 Einwohner, davon 2 evangelisch (= 0,31 %), 642 katholisch (= 99,69 %)
- 1895: 684 Einwohner

| (Ober- und Unter-Ufhausen): Einwohnerzahlen von 1812 bis 2015 | (Ober- und Unter-Ufhausen): Einwohnerzahlen von 1812 bis 2015 | (Ober- und Unter-Ufhausen): Einwohnerzahlen von 1812 bis 2015 | (Ober- und Unter-Ufhausen): Einwohnerzahlen von 1812 bis 2015 | (Ober- und Unter-Ufhausen): Einwohnerzahlen von 1812 bis 2015 |
| --- | ------------------------------------------------------------- | ------------------------------------------------------------- | ------------------------------------------------------------- | ------------------------------------------------------------- |
| Jahr |                                                               |                                                               |                                                               | Einwohner                                                     |
| 1812 | 1812                                                          |                                                               | 825                                                           | 825                                                           |
| 1834 | 1834                                                          |                                                               | 849                                                           | 849                                                           |
| 1840 | 1840                                                          |                                                               | 933                                                           | 933                                                           |
| 1846 | 1846                                                          |                                                               | 959                                                           | 959                                                           |
| 1852 | 1852                                                          |                                                               | 918                                                           | 918                                                           |
| 1858 | 1858                                                          |                                                               | 889                                                           | 889                                                           |
| 1864 | 1864                                                          |                                                               | 896                                                           | 896                                                           |
| 1871 | 1871                                                          |                                                               | 820                                                           | 820                                                           |
| 1875 | 1875                                                          |                                                               | 841                                                           | 841                                                           |
| 1885 | 1885                                                          |                                                               | 800                                                           | 800                                                           |
| 1895 | 1895                                                          |                                                               | 833                                                           | 833                                                           |
| 1905 | 1905                                                          |                                                               | 757                                                           | 757                                                           |
| 1910 | 1910                                                          |                                                               | 719                                                           | 719                                                           |
| 1925 | 1925                                                          |                                                               | 779                                                           | 779                                                           |
| 1939 | 1939                                                          |                                                               | 753                                                           | 753                                                           |
| 1946 | 1946                                                          |                                                               | 1.054                                                         | 1.054                                                         |
| 1950 | 1950                                                          |                                                               | 1.063                                                         | 1.063                                                         |
| 1956 | 1956                                                          |                                                               | 949                                                           | 949                                                           |
| 1961 | 1961                                                          |                                                               | 852                                                           | 852                                                           |
| 1967 | 1967                                                          |                                                               | 872                                                           | 872                                                           |
| 1970 | 1970                                                          |                                                               | 921                                                           | 921                                                           |
| 1980 | 1980                                                          |                                                               | ?                                                             | ?                                                             |
| 1990 | 1990                                                          |                                                               | ?                                                             | ?                                                             |
| 2000 | 2000                                                          |                                                               | 887                                                           | 887                                                           |
| 2005 | 2005                                                          |                                                               | 977                                                           | 977                                                           |
| 2010 | 2010                                                          |                                                               | 850                                                           | 850                                                           |
| 2011 | 2011                                                          |                                                               | 849                                                           | 849                                                           |
| 2015 | 2015                                                          |                                                               | 830                                                           | 830                                                           |
| Datenquelle: Historisches Gemeindeverzeichnis für Hessen: Die Bevölkerung der Gemeinden 1834 bis 1967. Wiesbaden: Hessisches Statistisches Landesamt, 1968. Weitere Quellen: ; Gemeinde Eiterfeld; Zensus 2011 |                                                               |                                                               |                                                               |                                                               |

## Verkehr und Infrastruktur
Durch Oberufhausen führt die Landesstraße 3380 als Verbindung zwischen dem Kernort Eiterfeld und Mansbach. Östlich der Ortsdurchfahrt kreuzt die Kreisstraße 158, die südlich nach Unterufhausen führt.